# Ludwig Holle (der Jüngere)

Ludwig Holle als Göttinger Bremenser, 1909/10

Ludwig Wilhelm Viktor Holle (* 29. Juni 1888 in Höxter; † 17. Mai 1972) war ein deutscher Jurist und Bergbau-Manager.

## Familie
Ludwig Holle entstammte der Familie Holle aus Wehdem bei Lübbecke in Westfalen mit dem Ahnherren Heinrich Holle (1653–1723). Sein Großvater war der Jurist und Ehrenbürger der Stadt Dortmund Wilhelm Holle (1821–1909). Holle war der Sohn des späteren preußischen Kultusministers Ludwig Holle (1855–1909) und dessen 1887 geheirateter Ehefrau Anna geborene Melchior (* 1860), Tochter des Dortmunder Geheimen Justizrates Victor Melchior.

## Leben
Ludwig Holle erlangte 1907 in Berlin das Abitur. Er studierte Rechtswissenschaften an den Universitäten in Berlin, Freiburg, Göttingen und Bonn. 1908 wurde er wie sein Vater Mitglied des Corps Bremensia Göttingen. In Bonn legte er 1910 das 1. Staatsexamen ab und wurde 1912 zum Dr. jur. promoviert.
Am Ersten Weltkrieg nahm er von 1914 bis 1918 als Leutnant der Reserve teil. Er wurde mit dem Eisernen Kreuz II. und I. Klasse ausgezeichnet. Ab 1919 war zuerst im Staatsdienst tätig anfangs als Regierungsassessor, zuletzt beim Landratsamt Recklinghausen. Danach wandte er sich der Industrie an der Ruhr zu und wechselte im Oktober 1921 zur Gelsenkirchener Bergwerks-AG nach Essen. Dort wurde er 1924 Prokurist, 1926 Bergwerksdirektor und stellvertretendes Vorstandsmitglied. Von 1927 bis 1932 sowie nochmals ab 1939 war Holle Vorstandsmitglied des Rheinisch-Westfälischen Kohlen-Syndikats (RWKS). Holle war Vorstandsmitglied der Lippe-Genossenschaft sowie Mitglied des Aufsichtsrats der Schillerwerk AG in Essen und der Dortmunder Grundstücke AG.
Nach dem Zweiten Weltkrieg war er von 1945 bis 1964 Liquidator des Rheinisch-Westfälischen Kohlen-Syndikats und gehörte den Aufsichtsräten mehrerer Ruhrgebietsunternehmen an. So war er von 1958 bis 1965 Aufsichtsratsvorsitzender der Rheinstahl AG in Essen, davor Vorstand der Gelsenkirchener Bergwerks-AG. Zuletzt war Holle Aufsichtsratsvorsitzender der Westfälischen Transport-Actien-Gesellschaft (WTAG). 1958 lebte Holle kurzzeitig in Brasilien.